# 全马原住民网络

具有原住民特色的全马原住民网络标志。

全马原住民网络（Jaringan Orang Asal SeMalaysia，JOAS） 是一个为马来西亚半島原住民争取权益的非政府组织联盟，在这联盟下有21个处理原住民课题的非政府组织，其中包括了婆罗洲资源中心（Borneo Research Institute，BRIMAS）、原住民关怀中心（Center for Orang Asli Concerns，COAC）和砂拉越达雅伊班协会（Sarawak Dayak Iban Association，SADIA）等。
马来西亚原住民估计有四百万人，约占全国总人口的百分之十五，由于原住民内部又分为多个不同的种族群、语言群，因此全马原住民网络十分关注于各个原住民社群间的文化保存，他们多次和其他国内外公民组织交流，联合向官方争取维护母语教育的权利，同时也呼吁政府落实尊重多元文化的政策。
许多原住民族群的经济生产模式仰赖天然资源，他们的生活素质也与森林、河流或海域等自然生态息息相关，所以全马原住民网络经常揭发各种破坏环境的发展计划，同时为那些因抗争而被逮捕、面对法律诉讼的原住民提供支援。

## 外部衔接
- 全马原住民网络（页面存档备份，存于）
- 原住民斗争之歌（页面存档备份，存于），上载于Youtube